# Percnia siffanica
Percnia siffanica är en fjärilsart som beskrevs av Eugen Wehrli 1939. Percnia siffanica ingår i släktet Percnia och familjen mätare. Inga underarter finns listade i Catalogue of Life.